# Hoplodrina alsines
Hoplodrina alsines là một loài bướm đêm trong họ Noctuidae.